# Саиф Али Хан
Саиф Али Хан (бенг. সাইফ আলি খান; Њу Делхи, 16. август 1970), право име Саџид Али Хан Патауди, је индијски филмски глумац и продуцент.

## Филмографија
| Улоге Саиф Али Хан |                                |               |                                 |             |
| Година             | Српски назив                   | Изворни назив | Улога                           | Напомена    |
| 1993.              | Заљубљен скитница              |               | Џими / Ракеш Раџпал             |             |
| 1994.              | Овај Романтика                 |               | Викрам „Вики” Сајгал            |             |
| 1995.              | Ја, играча, ти неквалификоване |               | Дипак Кумар                     |             |
| 1998.              | Цена живот                     |               | Аџеј                            |             |
| 2001.              | Жели срца                      |               | Самир                           |             |
| 2003.              | Доћи ће сутра или не           |               | Рохит Пател                     |             |
| 2005.              | Ја и ти                        |               | Каран Капур                     |             |
| 2006.              | Еклавија: Краљевска гарда      |               | Харшвардан                      |             |
| 2007.              | Мало љубав, мало магије        |               | Ранбир Талвар                   |             |
| 2008.              | Трка                           |               | Ранвир Синг                     |             |
| 2009.              | Љубав јуче и данас             |               | Џај Вардан Синг / Млад Вир Синг |             |
| 2012.              | Коктел                         |               | Гаутам „Гутлу” Капур            |             |
| 2013.              | Раџа-Метак                     |               | Раџа Мишра                      |             |
| 2015.              | Фантом                         |               | Данијал Кан                     | [ 1 ] [ 2 ] |

## Награде

### Филмферова награда
- Награђен
  - 1994. — Филмфареова награда за најбољег мушког дебитанта у филму Заљубљен скитница
  - 2002. — Филмферова награда за најбоље перформансе у комедија улога у филму Жели срца
  - 2004. — Филмферова награда за најбољег споредног глумца у филму Доћи ће сутра или не
  - 2005. — Филмферова награда за најбоље перформансе у комедија улога у филму Ја и ти
  - 2007. — Филмферова награда за најбоље перформансе у негативну улогу у филму Омкара
- Номинован
  - 1995. — Филмферова награда за најбољег споредног глумца у филму Ја, играча, ти неквалификоване
  - 2000. — Филмферова награда за најбољег споредног глумца у филму Kachche Dhaage
  - 2006. — Филмферова награда за најбољег главног глумца у филму Parineeta
  - 2010. — Филмферова награда за најбољег главног глумца у филму Љубав јуче и данас

### Интернационална индијска филмска академија
- Награђен
  - 2002. — ИИФА за најбољег споредног глумца у филму Жели срца
  - 2003. — ИИФА за најбољег споредног глумца у филму Доћи ће сутра или не
  - 2007. — ИИФА за најбоље перформансе у негативну улогу у филму Омкара
- Номинован
  - 2005. — ИИФА за најбоље перформансе у негативну улогу у филму Ek Hasina Thi
  - 2005. — ИИФА за најбољег главног глумца у филму Ја и ти
  - 2006. — ИИФА за најбољег главног глумца у филму Салам Намасте
  - 2006. — ИИФА за најбољег главног глумца у филму Parineeta
  - 2010. — ИИФА за најбољег главног глумца у филму Љубав јуче и данас